# Serrat dels Morts (Santa Cecília de Voltregà)
El Serrat dels Morts és una serra situada al municipi de Santa Cecília de Voltregà (Osona), amb una elevació màxima de 597,3 metres.